# Škocjan
Škocjan è un comune di 3 223 abitanti della Slovenia orientale. 
Dal 1941 al 1943, durante l'occupazione italiana, ha fatto parte della Provincia di Lubiana come comune distinto.
Qua nacque il missionario ed esploratore Ignazio Knoblecher.